# Vámos Dezső
Vámos Dezső (Mórágy, Tolna vármegye, 1852. július 30. – Budapest, 1915. február 11.) mérnök, felső ipariskolai igazgató.

## Élete
Vámos Dániel református lelkész és Horváth Julianna fiaként született. A királyi József Műegyetemet 1875-ben végezte el, 1875-től öt évig ugyanott műszaki természettani tanársegéd volt. 1880-ban az Állami Középipartanoda tanára lett Budapesten. Tagja volt a Királyi Magyar Természettudományi Társulatnak, valamint pártoló tagja a Természettudományi Könyvkiadó Vállalat tizenharmadik,
1908–1910. évi ciklusának. Feleségével, Baján Irmával 24 éven keresztül élt házasságban. 1915. február 11-én 18 órakor hunyt el, a Fiumei úti sírkertben helyezték örök nyugalomba 1915. február 13-án. Hamvait az 1950-es években Paksra szállították, ahol fiával, Vámos Béla vezérőrnaggyal együtt nyugszik.
Írt hírlapi cikkeket A Honba, Keletbe és Egyetértésbe V. aláírással (a 70-es években), szakcikkeket az elektromosság, fűtés, szellőztetés és a mennyiségtan köréből a szaklapokba, így a Gyulay Olvasókönyvébe, Hankó Universumába, az Építő Iparba, a Magyar Iparügyekbe, Magyar Iparba, Természettudományi Közlönybe (1894, 1895) és a Magyar Iparoktatásba.

## Munkái
- A számtan elemei. Bpest, 1887.
- A természettan elemei. Uo. 1887. Ábrákkal.
- Öt jegyű logar és háromszögtani táblázatok. Kiadta Schlömilch Oszkár, magyarra alkalmazta... Braundschweig, Bpest, 1893 (2. galvanoplasztikai sztereotip kiadás iskolai használatra. Uo. 1898).
- Mágnesi és mozgó elektromossági tünemények. Bevezető rész az elektrotechnikába. Uo. 1894. (Kőnyomat).
- Az erőműtan. Uo. 1894. (Kőnyomat).
- Hőtan. Uo. 1894. (Kőnyomat).
- Természettan. Uo. 1884. (Kőnyomat).
- Számtan. (Aritmetika és algebra ipariskolai használatra. Uo. 1896.)